# Fußball-Regionalliga 2014/15
Die Saison 2014/15 der Regionalliga war die siebte Saison der Fußball-Regionalliga als vierthöchste Spielklasse in Deutschland. Die Trägerschaft der Ligen liegt bei den Regional- und Landesverbänden.

## Regionalligen
- Regionalliga Bayern 2014/15 mit 18 Mannschaften aus dem Bayerischen Fußball-Verband (BFV)
- Regionalliga Nord 2014/15 mit 18 Mannschaften aus dem Norddeutschen Fußball-Verband (NFV)
- Regionalliga Nordost 2014/15 mit 16 Mannschaften aus dem Nordostdeutschen Fußballverband (NOFV)
- Regionalliga Südwest 2014/15 mit 18 Mannschaften aus dem Fußball-Regional-Verband Südwest und dem Süddeutschen Fußball-Verband (SFV) mit Ausnahme des Bayerischen Fußball-Verbandes
- Regionalliga West 2014/15 mit 18 Mannschaften aus dem Westdeutschen Fußball- und Leichtathletikverband (WFLV)

## Aufstiegsspiele
An den Aufstiegsspielen zur 3. Liga nahmen die Meister der fünf Regionalligen und der Vizemeister der Regionalliga Südwest teil. Die Sieger der drei ausgelosten Aufstiegsspiele mit Hin- und Rückspiel stiegen auf. Ein Aufeinandertreffen der beiden Qualifikanten der Regionalliga Südwest war nicht möglich.
Folgende Mannschaften qualifizierten sich sportlich für die Aufstiegsspiele:
- Meister der Regionalliga Bayern: Würzburger Kickers
- Meister der Regionalliga Nord: Werder Bremen II
- Meister der Regionalliga Nordost: 1. FC Magdeburg
- Meister der Regionalliga Südwest: Kickers Offenbach
- Vizemeister der Regionalliga Südwest: 1. FC Saarbrücken
- Meister der Regionalliga West: Borussia Mönchengladbach II

Die Auslosung der Partien fand am 12. April in der Halbzeitpause der Partie FSV Zwickau gegen FC Carl Zeiss Jena statt. Die Hinspiele fanden am 27. Mai und die Rückspiele am 31. Mai statt. Die Zuordnung der Platzhalter A und B in der Regionalliga Südwest zum Meister bzw. Vizemeister erfolgte am 2. Mai live im Hessischen Rundfunk.
|                   | Gesamt          |                             | Hinspiel  | Rückspiel            |
| ----------------- | --------------- | --------------------------- | --------- | -------------------- |
| 1. FC Saarbrücken | 1:1 (5:6 i. E.) | Würzburger Kickers          | 0:1 (0:1) | 1:0 n. V. (1:0, 0:0) |
| 1. FC Magdeburg   | 4:1             | Kickers Offenbach           | 1:0 (1:0) | 3:1 (2:1)            |
| Werder Bremen II  | 2:0             | Borussia Mönchengladbach II | 0:0       | 2:0 n. V.            |